# Sha'Carri Richardson
Sha'Carri Richardson ( /ʃəˈkɛri/ shə-KERR-ee ;  n. 25 martie 2000, Dallas, Texas, SUA ) este o atletă americană care concurează la cursele de 100 de metri și 200 de metri. Richardson a devenit cunoscută în 2019 ca studentă la Universitatea de Stat din Louisiana, când a alergat  pentru a doborî recordul la 100m în 10,75 secunde la Campionatele NCAA Divizia I.  Cu acest timp ea a devenit una dintre cele mai rapide zece femei din istorie la doar 19 ani.
În aprilie 2021, Richardson a înregistrat un nou record personal de 10,72 secunde, devenind a patra cea mai rapidă sportivă americană din istorie. Ea s-a calificat la Jocurile Olimpice de vară din 2020 după ce a câștigat proba de 100 de metri feminin cu 10,86 la probele olimpice din Statele Unite. La 1 iulie, Richardson a testat pozitiv pentru consumul de canabis după finala ei de 100 m la probele pentru Jocurile Olimpice, anulându-i victoria și făcând-o ineligibilă pentru a concura la Olimpiara de vară. Ea a finalizat cu succes un program de consiliere și a acceptat o perioadă de ineligibilitate de o lună  de zile. În iulie 2023, ea a devenit campioana națională a SUA la 100 de metri feminin la Campionatele SUA de atletism în aer liber din 2023, cu un timp de 10,82 secunde.
Richardson a câștigat aurul la 100 m la Campionatele Mondiale din 2023 de la Budapesta, învingând-le pe Shericka Jackson și Shelly-Ann Fraser-Pryce într-un nou timp record de 10,65 secunde. În penultima zi a Campionatelor Mondiale din 2023, ea a câștigat, de asemenea aurul ca parte a echipei SUA în finala ștafetă feminină de 4x100 m, cu un record de campionat de 41,03 secunde.

## Începutul carierei
În adolescență, Sha'Carri Richardson a câștigat în 2016 titlul la 100m la Jocurile Olimpice de juniori AAU — cel mai mare eveniment multisport național pentru tineret din Statele Unite, iar apoi un alt titlu la Jocurile Olimpice de juniori USATF în 2017. Ea și-a făcut debutul internațional la Campionatele Panamericane de atletism U20 din 2017, unde a câștigat o medalie de aur la ștafeta 4 × 100 de metri alături de Gabriele Cunningham, Rebekah Smith și Tara Davis.

## Universitatea de Stat din Louisiana
În 2018, Richardson s-a înscris la Universitatea de Stat din Louisiana și a început să concureze pentru LSU Lady Tigers,  echipa de atletism a universității. Ea a fost finalistă la proba de 60 de metri la Campionatele de sală din Divizia I NCAA din 2019.
La Campionatele în aer liber NCAA Divizia I din 2019, tânăra de 19 ani a realizat a doua cea mai bună dublă feminină într-o zi din istorie, după Merlene Ottey, doborând două recorduri mondiale la categoria U20. Ea a câștigat cursa de 100m cu un timp de 10,75s, stabilind un record universitar. În cursa de  200m, ea s-a clasat pe locul secund cu mai puțin de o sutime de secundă într-un timp de 22,17s, doborând recordul lui Allyson Felix stabilit la Jocurile Olimpice de la Atena din 2004. Ea a mai alergat în cursa de 4 × 100m ștafeta, terminând pe locul doi.
La patru zile după Campionatele NCAA, ea a anunțat că va semna un contract profesionist, renunțând la statutul de sportivă universitară. Ea a început să se antreneaze cu fostul sprinter olimpic Dennis Mitchell și este sponsorizată de Nike.

## Cariera profesională

### 2021: Jocurile Olimpice de la Tokyo și suspendare
Richardson s-a calificat la Jocurile Olimpice de vară din 2020 cu un timp de 10,86 secunde în cursa de 100 de metri la probele olimpice din Statele Unite ale Americii din 2020. A fost cu 0,13 secunde mai rapidă decât Javianne Oliver, care a terminat pe locul secund. O probă de urină pe care ea a trimis-o după competiție a fost testată pozitiv pentru metaboliți THC, ceea ce a indicat consumul recent de canabis și a pus la îndoială participarea ei la Jocurile Olimpice. După ce a finalizat cu succes un program de consiliere, ea a acceptat o suspendare de o lună din partea Agenției Anti-Doping a Statelor Unite (USADA), care a început pe 28 iunie 2021. Deși Richardson nu era eligibilă pentru proba olimpică de 100 de metri din cauza suspendării care s-a încheiat pe 27 iulie 2021, ea ar fi putut fi eligibilă pentru proba de ștafeta 4 × 100 feminin programată pentru 5 august 2021. Cu toate acestea, ea nu a fost selectată, ratând astfel complet Jocurile Olimpice din 2021.
Richardson a declarat că a luat medicamentul pentru a face față presiunii calificării la Jocurile Olimpice în timp ce era în doliu după moartea recentă a mamei ei biologice. Suspendarea ei a fost criticată de multe persoane și organizații în favoarea liberalizării politicilor de canabis. Președintele american Joe Biden a sugerat și el că regulile de testare a sportivilor pentru droguri ar putea fi schimbate. USADA a răspuns criticilor subliniind că, în calitate de semnatar al Codului Mondial Antidoping, are obligația de a-l aplica în Statele Unite. Mai mult, ei au afirmat că schimbarea acestor reguli ar putea fi problematică, deoarece marea majoritate a statelor naționale ale lumii consideră consumul de marijuana o infracțiune penală. Ca răspuns la controversă, în septembrie 2021, Agenția Mondială Antidoping a anunțat că va efectua o revizuire cu privire la statutul interzis al canabisului. Canabisul a rămas un medicament interzis pentru sportivii olimpici din 1999, deși în 2013 Agenția Mondială Antidoping a crescut nivelul de metabolit THC permis de la 15ng/ml până la 150ng/mL.
Richardson a revenit pe pistă la Prefontaine Classic 2021, clasându-se pe locul nouă – ultimul – cu un timp de 11,14 secunde.

### 2022: pas greșit de calificare
În ciuda performanțelor solide de la începutul sezonului, la Campionatele USATF din 2022 Richardson a ratat finala celor 100m și 200m și, ca urmare, nu a concurat la Campionatele Mondiale de Atletism din 2022 din Eugene, Oregon.

### 2023 – prezent

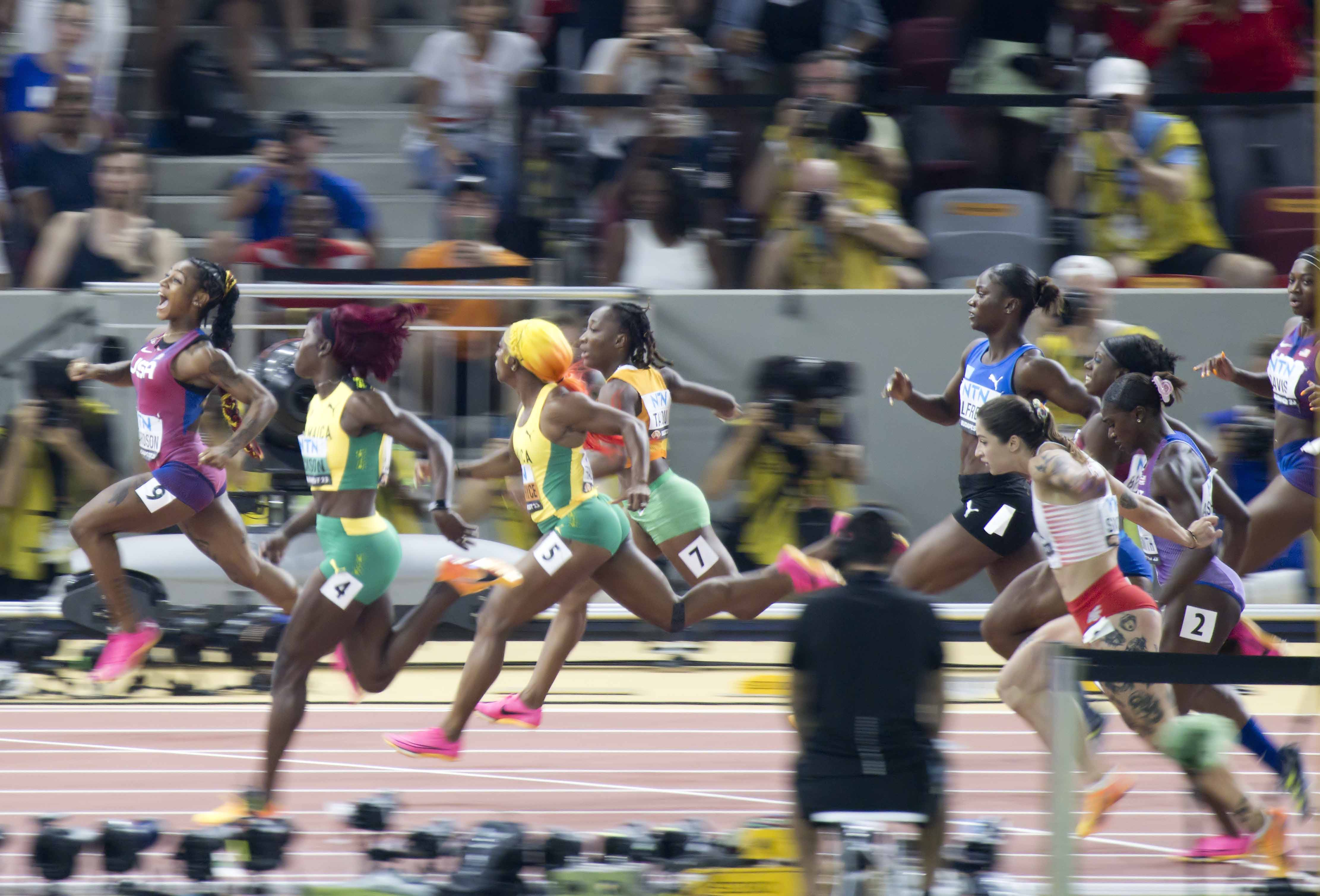
Richardson a câștigat finala mondială de 100 m.

Pe 8 aprilie 2023, Richardson a alergat a patra cea mai rapidă cursă de 100m a unei femei, în orice condiții competiționale, cu un timp de 10,57 secunde,  cu vânt de 4,1m/s din spate, câștigând finala feminină la Miramar Invitational. Timpul ei a fost convertit 10,77s în condiții fără vânt. În mai 2023, ea și-a asigurat prima victorie în Diamond League, câștigând cursa de 100m în Doha cu un nou record al competiției de 10,76s (+0,9m/s).
În iulie 2023, Richardson a participat la Campionatele de atletism în aer liber din 2023 din SUA din Eugene, Oregon. Pe 7 iulie 2023, Richardson a devenit campioană națională a SUA la proba de sprint de 100 de metri, câștigând finala feminină de 100 de metri în 10,82 secunde, calificându-se la Campionatul Mondial de Atletism din 2023 de la Budapesta. În cea de-a treia zi a Campionatului Mondial de Atletism din 2023 de la Budapesta, ea a câștigat primul ei titlu individual major pe scena internațională, câștigând aurul la proba feminină de sprint de 100 de metri cu un record de campionat de 10,65 secunde. Pe 25 august 2023, ea a câștigat bronzul în finala feminină de 200 m în 21,92 secunde, terminând în spatele coechipierei americane Gabrielle Thomas (21,81s) și în fața campioana mondiale de la proba de 200 m, Shericka Jackson (21:41s). Ea va câștiga, de asemenea, aurul ca parte a echipei SUA în finala ștafetă feminină de 4x100 m, cu un record de campionat de 41,03 secunde. Coechipierele ei la acest eveniment au fost Tamari Davis, Twanisha Terry și Gabrielle Thomas.

## Viață personală
Richardson a fost crescută de bunica ei Betty Harp și de o mătușă. În 2021, cu o săptămână înainte de cursa ei de calificare pentru Jocurile Olimpice de vară din 2020, mama ei biologică a murit. Richardson nu a știut nimic despre moartea mamei sale până când a fost întrebată despre asta de un reporter. Richardson a spus că a fumat marijuana, în statul Oregon unde este legal acest lucru, după ce a aflat despre moartea mamei ei biologice.
Este remarcată pentru unghiile lungi și părul colorat și a declarat că stilul ei este inspirat de cel al atletei americance Florence Griffith-Joyner.
În 2021, Richardson a declarat că are o iubită. Ea a transmis un mesaj pe Twitter comunității LGBTQ imediat după victoria ei în iunie 2021.

## Realizări

### Competiții internaționale
| An   | Competiție                               | Locație            | Loc   | Eveniment       | Note             |
| ---- | ---------------------------------------- | ------------------ | ----- | --------------- | ---------------- |
| 2017 | Campionatul de atletism Pan American U20 | Trujillo, Peru     | Loc 1 | 4×100 m ștafetă | 44,07            |
| 2023 | Campionatul Mondial                      | Budapesta, Ungaria | Loc 1 | 100 m           | 10,65 (-0,2 m/s) |
| 2023 | Campionatul Mondial                      | Budapesta, Ungaria | Loc 3 | 200 m           | 21,92            |
| 2023 | Campionatul Mondial                      | Budapesta, Ungaria | Loc 1 | 4×100 m ștafetă | 41,03            |
| 2024 | Jocurile Olimpice                        | Paris, Franța      | Loc 2 | 100 m           | 10,87            |
| 2024 | Jocurile Olimpice                        | Paris, Franța      | Loc 1 | 4×100 m ștafetă | 41,78            |

## Recunoaștere
În 2023, o pistă de pe stadionul John Kincaide din Dallas, Texas, a fost redenumită Pista Sha'Carri Richardson.
Tot în Dallas, ziua de 10 noiembrie 2023 a fost declarată Ziua Sha'Carri Richardson.

## Legături externe
Materiale media legate de Sha'Carri Richardson la Wikimedia Commons
- en Sha'Carri Richardson la World Athletics